# Le Vibrazioni
Le Vibrazioni (italienisch für „Die Vibrationen“) ist eine italienische Rockband, die 1999 in Mailand gegründet wurde.

## Bandgeschichte
Die Band spielte zunächst in verschiedenen Lokalen und machte 2003 mit der Single Dedicato a te auf sich aufmerksam. Das Lied wurde ein Radiohit und erreichte schließlich auch die Spitze der italienischen Singlecharts. Es folgte das Debütalbum Le Vibrazioni und eine Tournee. Mit dem Lied In una notte d’estate nahm die Band in diesem Jahr auch am Wettbewerb Festivalbar teil. Bei den Italian Music Awards wurde sie als „Entdeckung des Jahres“ und als „beste Band“ ausgezeichnet. 2004 folgte das Videoalbum Live all’Alcatraz.
Mit Raggio di sole leitete die Band 2005 ihr zweites Album Le Vibrazioni II ein, das nach der ersten Teilnahme am Sanremo-Festival erschien, wo ihr Beitrag Ovunque andrò den zweiten Platz der Bandwertung belegte. Danach zeichnete Le Vibrazioni für die Musik des Musicals Tre metri sopra il cielo (Drei Meter über dem Himmel) nach dem Roman von Federico Moccia verantwortlich. 2006 erschien das dritte Album Officine meccaniche, das zunächst nur über das neue Nokia 5300 XpressMusic veröffentlicht wurde.
Nach dem Austritt des Bassisten Marco Castellani erschien 2008 das Livealbum En vivo. Emanuele Gardossi stieß als neuer Bassist zur Gruppe, während Produzent Marco Trentacoste als Live-Gitarrist fest dazukam. 2009 meldete sich die Band mit der Single Respiro zurück, die dem Album Le strade del tempo vorausging, das Anfang 2010 erschien. Anlässlich der Fußball-WM veröffentlichte sie außerdem das Lied Invocazioni al cielo, das von Sky Sport bei den Übertragungen der Spiele verwendet wurde. Mit der Kompilation Come far nascere un fiore beendete Le Vibrazioni 2011 ihren Plattenvertrag bei Sony.
Im Jahr 2012 kehrte Castellani für einige Konzerte wieder zurück, anschließend pausierte die Band für zunächst unbestimmte Zeit. 2017 wurde schließlich ihre Teilnahme am Sanremo-Festival 2018 angekündigt. Dort erreichte sie mit dem Lied Così sbagliato den elften Platz, im Anschluss erschien das Album V. Es folgten weitere Singles und intensive Livetätigkeiten. Beim Sanremo-Festival 2020 ging die Band mit dem Titel Dov’è erneut ins Rennen und erreichte den vierten Platz.

## Diskografie

### Alben
| Jahr | Titel Musiklabel               | Höchstplatzierung, Gesamtwochen, AuszeichnungChartsChartplatzierungen (Jahr, Titel, Musiklabel, Platzierungen, Wochen, Auszeichnungen, Anmerkungen) | Anmerkungen                                           |
| Jahr | Titel Musiklabel               | IT | Anmerkungen                                           |
| ---- | ------------------------------ | --- | ----------------------------------------------------- |
| 2003 | Le Vibrazioni BMG Ricordi      | IT2 Gold (2024) · (70 Wo.)IT | Erstveröffentlichung: 12. Mai 2003 Verkäufe: + 25.000 |
| 2005 | Le Vibrazioni II BMG Ricordi   | IT3 (29 Wo.)IT |                                                       |
| 2006 | Officine meccaniche Sony BMG   | IT9 (13 Wo.)IT | Erstveröffentlichung: 3. November 2006                |
| 2008 | En vivo Sony BMG               | IT17 (18 Wo.)IT | Erstveröffentlichung: 4. April 2008 Livealbum         |
| 2010 | Le strade del tempo Sony       | IT14 (14 Wo.)IT | Erstveröffentlichung: 22. Januar 2010                 |
| 2011 | Come far nascere un fiore Sony | IT31 (4 Wo.)IT | Erstveröffentlichung: 25. Oktober 2011 Kompilation    |
| 2018 | V Artist First                 | IT17 (6 Wo.)IT | Erstveröffentlichung: 9. Februar 2018                 |

### EPs
- 2022: VI

### Singles
| Jahr | Titel Album                     | Höchstplatzierung, Gesamtwochen, AuszeichnungChartsChartplatzierungen (Jahr, Titel, Album, Platzierungen, Wochen, Auszeichnungen, Anmerkungen) | Anmerkungen                                                                                |
| Jahr | Titel Album                     | IT | Anmerkungen                                                                                |
| ---- | ------------------------------- | --- | ------------------------------------------------------------------------------------------ |
| 2003 | Dedicato a te Le Vibrazioni     | IT1 Platin (2019) · (30 Wo.)IT | Verkäufe: + 50.000                                                                         |
| 2005 | Raggio di sole Le Vibrazioni II | IT3 (13 Wo.)IT |                                                                                            |
| 2006 | Se Officine meccaniche          | — | Platz 29 (5 Wochen) der Downloadcharts                                                     |
| 2008 | Insolita En vivo                | IT38 (2 Wo.)IT |                                                                                            |
| 2010 | Respiro Le strade del tempo     | IT30 (4 Wo.)IT |                                                                                            |
| 2011 | Come far nascere un fiore       | IT98 (1 Wo.)IT | Erstveröffentlichung: 7. Oktober 2011                                                      |
| 2018 | Così sbagliato V                | IT33 (3 Wo.)IT | Erstveröffentlichung: 7. Februar 2018                                                      |
| 2020 | Dov’è –                         | IT9 Gold · (7 Wo.)IT | Erstveröffentlichung: 5. Februar 2020 Beitrag zum Sanremo-Festival 2020 Verkäufe: + 35.000 |
| 2022 | Tantissimo VI                   | IT30 (4 Wo.)IT | Erstveröffentlichung: 3. Februar 2022 Beitrag zum Sanremo-Festival 2022                    |

Weitere Singles
- Vieni da me (2003) – Gold (25.000+)[2]

## Belege
1. ↑  Chartquellen (Alben):
  - Guido Racca & Chartitalia: Top 100 FIMI Album. Lulu, 2013, S. 182.
  - Alben von Le Vibrazioni. In: Italiancharts.com. Hung Medien, abgerufen am 9. Februar 2020.
2. 1 2 3 4  Le Vibrazioni, certificazioni. FIMI, abgerufen am 17. Oktober 2024.
3. ↑  Chartquellen (Singles):
  - Guido Racca & Chartitalia: Top 100 FIMI Singoli. Lulu, 2013, S. 157.
  - Archivio classifiche Top Singoli. FIMI, abgerufen am 9. Februar 2020 (italienisch).